# Le Mesnil-Fuguet
Le Mesnil-Fuguet est une commune française située dans le département de l'Eure, en région Normandie.

## Géographie

### Localisation
| Sacquenville             | Tourneville   | Saint-Germain-des-Angles |
| Saint-Martin-la-Campagne | Mesnil-Fuguet | Gravigny (enclave)       |
|                          | Aviron        |                          |

### Hydrographie
La commune est située dans le bassin Seine-Normandie. Elle n'est drainée par aucun cours d'eau,.

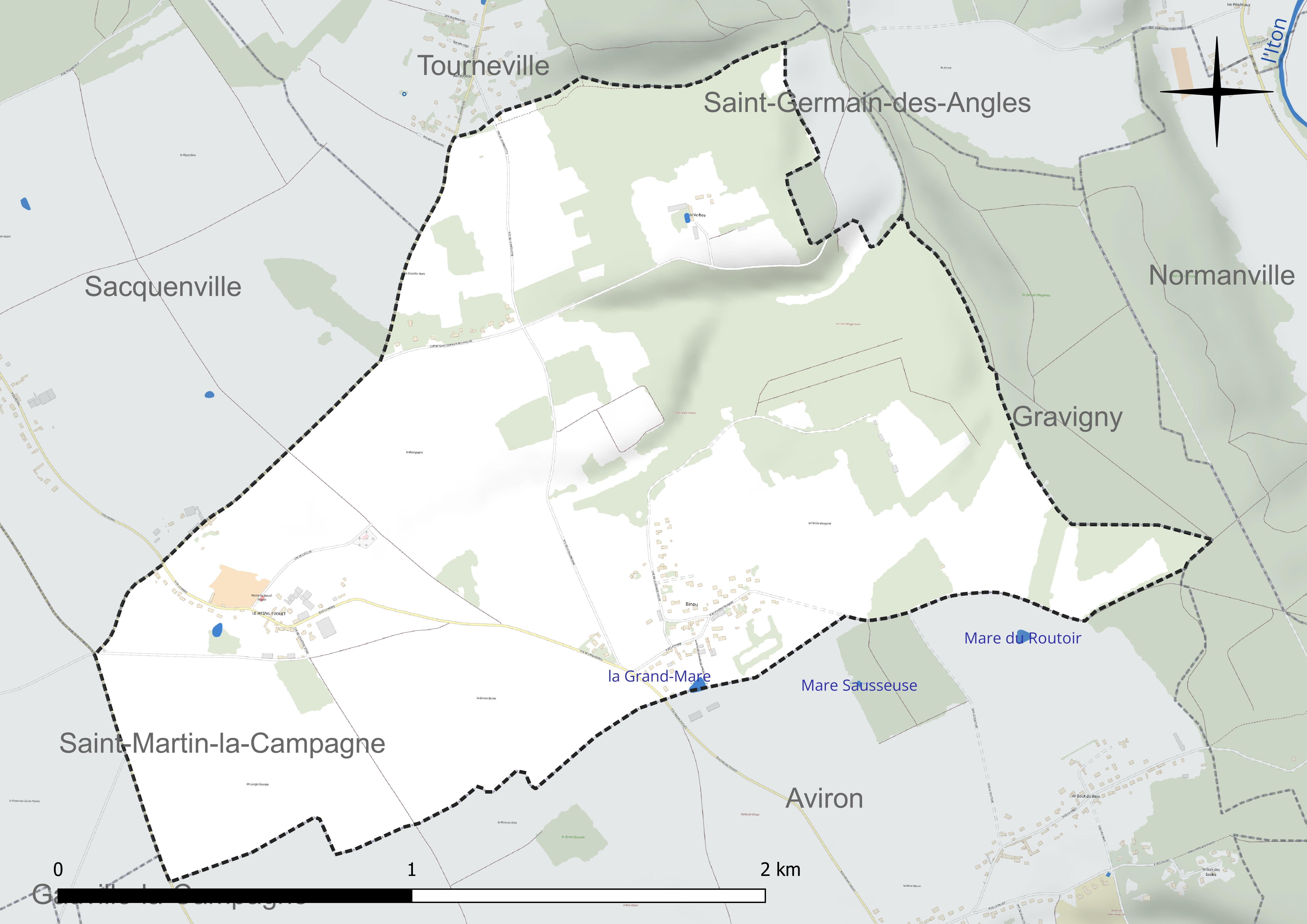
Réseau hydrographique du Mesnil-Fuguet.

Un plan d'eau complète le réseau hydrographique : la Grand-Mare, d'une superficie totale de 0,1 ha (0,1 ha sur la commune),.

### Climat
Pour des articles plus généraux, voir Climat de la Normandie et Climat de l'Eure.
En 2010, le climat de la commune est de type climat océanique dégradé des plaines du Centre et du Nord, selon une étude du CNRS s'appuyant sur une série de données couvrant la période 1971-2000. En 2020, Météo-France publie une typologie des climats de la France métropolitaine dans laquelle la commune est exposée à un climat océanique et est dans la région climatique  Côtes de la Manche orientale, caractérisée par un faible ensoleillement (1 550 h/an) ; forte humidité de l’air (plus de 20 h/jour avec humidité relative > 80 % en hiver), vents forts fréquents. Parallèlement le GIEC normand, un groupe régional d’experts sur le climat, différencie quant à lui, dans une étude de 2020, trois grands types de climats pour la région Normandie, nuancés à une échelle plus fine par les facteurs géographiques locaux. La commune est, selon ce zonage, exposée à un « climat des plateaux abrités », correspondant aux plaines agricoles de l’Eure, avec une pluviométrie beaucoup plus faible que dans la plaine de Caen en raison du double effet d’abri provoqué par les collines du Bocage normand et par celles qui s’étendent sur un axe du Pays d'Auge au Perche.
Pour la période 1971-2000, la température annuelle moyenne est de 10,4 °C, avec  une amplitude thermique annuelle de 14,1 °C. Le cumul annuel moyen de précipitations est de 671 mm, avec 11,5 jours de précipitations en janvier et 8,3 jours en juillet. Pour la période 1991-2020, la température moyenne annuelle observée sur la station météorologique la plus proche, située sur la commune de Huest à 9 km à vol d'oiseau, est de 11,2 °C et le cumul annuel moyen de précipitations est de 600,6 mm,. Pour l'avenir, les paramètres climatiques de la commune estimés pour 2050 selon différents scénarios d’émission de gaz à effet de serre sont consultables sur un site dédié publié par Météo-France en novembre 2022.

## Urbanisme

### Typologie
Au 1er janvier 2024, Le Mesnil-Fuguet est catégorisée commune rurale à habitat dispersé, selon la nouvelle grille communale de densité à 7 niveaux définie par l'Insee en 2022.
Elle est située hors unité urbaine. Par ailleurs la commune fait partie de l'aire d'attraction d'Évreux, dont elle est une commune de la couronne,. Cette aire, qui regroupe 108 communes, est catégorisée dans les aires de 50 000 à moins de 200 000 habitants,.

### Occupation des sols
L'occupation des sols de la commune, telle qu'elle ressort de la base de données européenne d’occupation biophysique des sols Corine Land Cover (CLC), est marquée par l'importance des territoires agricoles (72 % en 2018), une proportion identique à celle de 1990 (72 %). La répartition détaillée en 2018 est la suivante : 
terres arables (59 %), forêts (28 %), zones agricoles hétérogènes (13 %). L'évolution de l’occupation des sols de la commune et de ses infrastructures peut être observée sur les différentes représentations cartographiques du territoire : la carte de Cassini (XVIIIe siècle), la carte d'état-major (1820-1866) et les cartes ou photos aériennes de l'IGN pour la période actuelle (1950 à aujourd'hui).

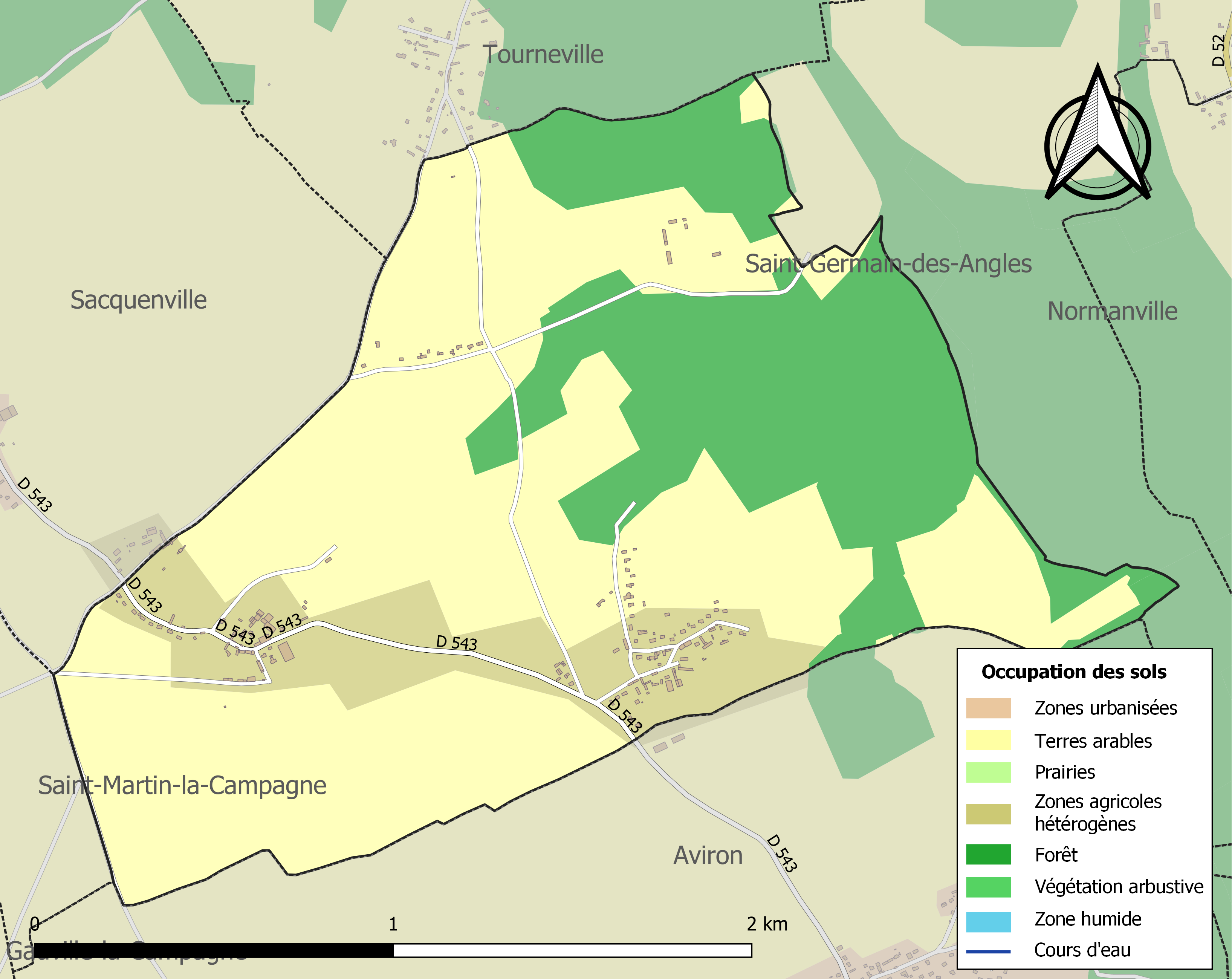
Carte des infrastructures et de l'occupation des sols de la commune en 2018 (CLC).

## Toponymie
Le nom de la localité est attesté sous les formes Mesnillum Fuqueti (Dictionnaire  universel de la France) au milieu du XIIIe siècle, Mesnillum Fugueti en 1274, Mesnillum Fouquoin en 1292 (archives nationales, cité par Léopold Delisle), Mesnil Fugué et Mesnil-Fuget en 1403 (archives nationales), Menil Fuquet en 1726 (Dictionnaire  universel de la France), Mesnil Fuquet en 1754 (Dictionnaire des postes), Mesnil Fiquet en 1773 , Mesnil Figuet en 1777 (épitaphes dans l’église de Normanville).
Cet appellatif toponymique repose sur l’ancien français maisnil, mesnil « habitation avec pièce de terre, demeure, maison, manoir », et parfois « métairie », issu du bas-latin mansionile, dérivé neutre en -ile du latin mansio « résidence », lui-même un dérivé nominal du verbe manēre « demeurer, rester ».

## Politique et administration

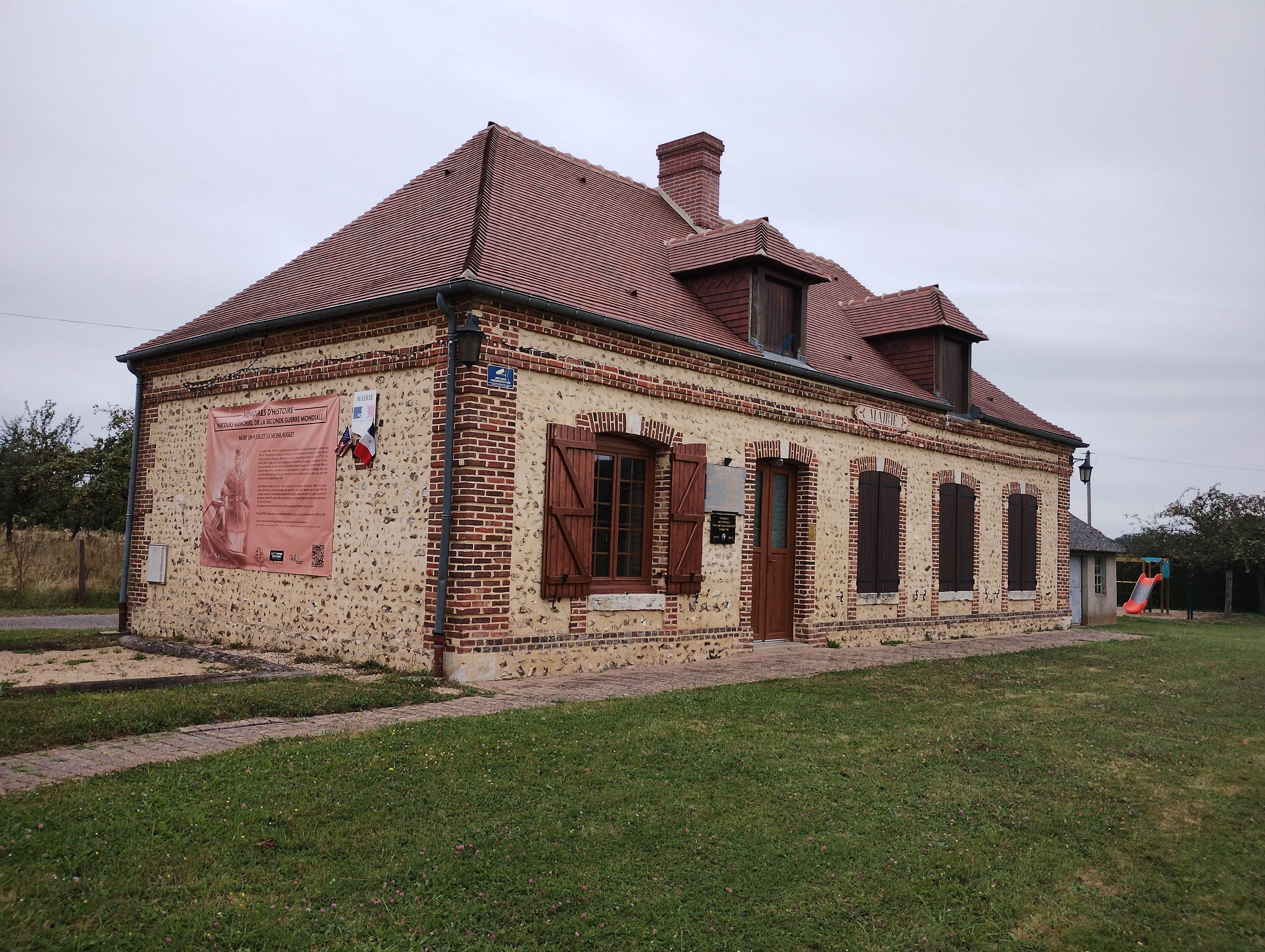
Mairie

| Période                                  | Période   | Identité        | Étiquette | Qualité       |
| ---------------------------------------- | --------- | --------------- | --------- | ------------- |
|                                          | mars 2001 | Henry Cachelout |           |               |
| mars 2001                                | mars 2014 | Pierre Messmer  |           |               |
| mars 2014                                | En cours  | Michel Dulondel | SE        | Fonctionnaire |
| Les données manquantes sont à compléter. |           |                 |           |               |

## Démographie

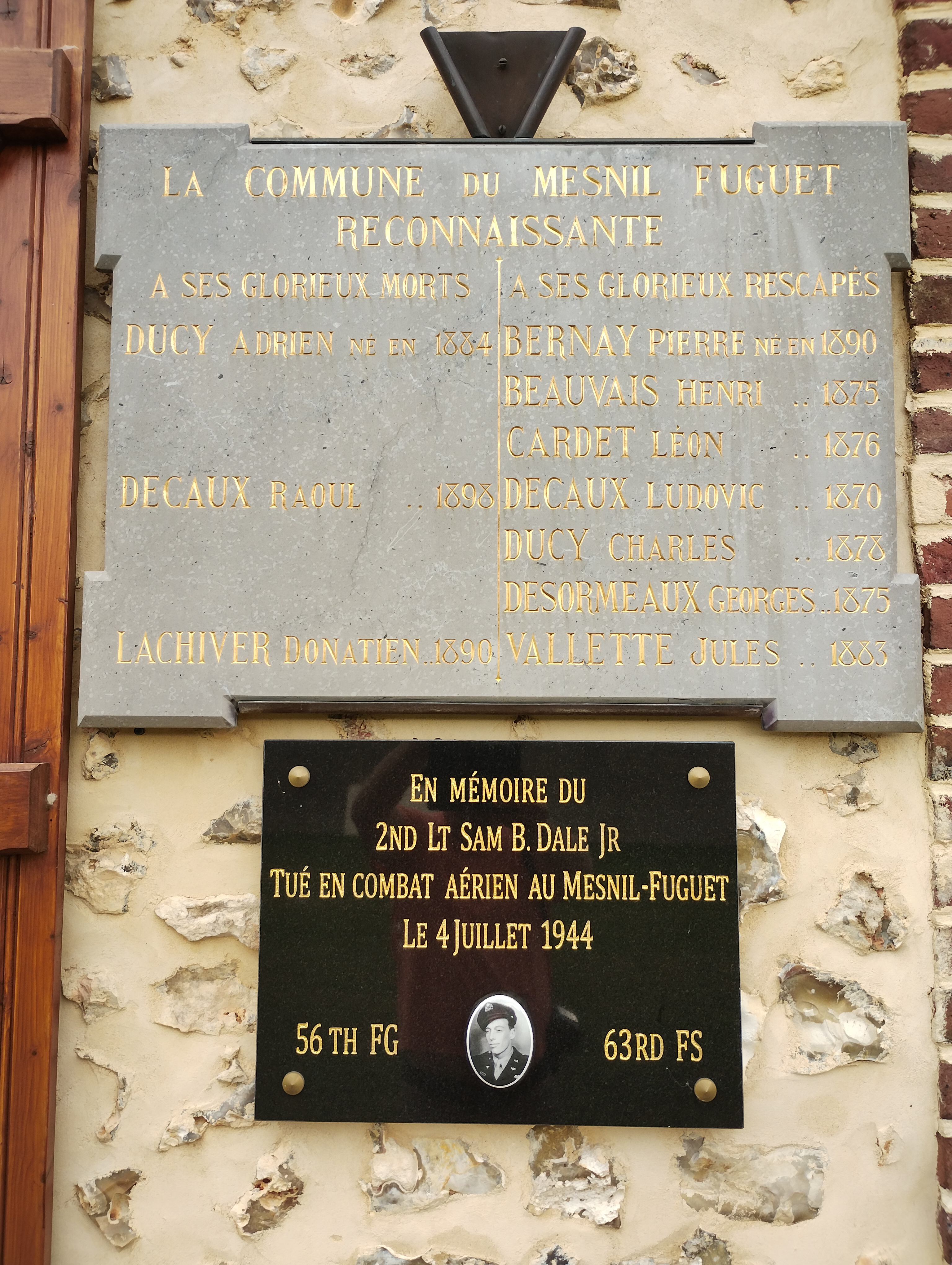
Plaque monument aux morts sur les murs de la mairie de la commune

L'évolution du nombre d'habitants est connue à travers les recensements de la population effectués dans la commune depuis 1793. Pour les communes de moins de 10 000 habitants, une enquête de recensement portant sur toute la population est réalisée tous les cinq ans, les populations de référence des années intermédiaires étant quant à elles estimées par interpolation ou extrapolation. Pour la commune, le premier recensement exhaustif entrant dans le cadre du nouveau dispositif a été réalisé en 2005.

En 2022, la commune comptait 197 habitants, en évolution de +13,22 % par rapport à 2016 (Eure : −0,25 %, France hors Mayotte : +2,11 %).
| 1793 | 1800 | 1806 | 1821 | 1831 | 1836 | 1841 | 1846 | 1851 |
| ---- | ---- | ---- | ---- | ---- | ---- | ---- | ---- | ---- |
| 100  | 78   | 125  | 96   | 97   | 92   | 105  | 102  | 88   |

| 1856 | 1861 | 1866 | 1872 | 1876 | 1881 | 1886 | 1891 | 1896 |
| ---- | ---- | ---- | ---- | ---- | ---- | ---- | ---- | ---- |
| 93   | 88   | 94   | 87   | 81   | 89   | 83   | 78   | 72   |

| 1901 | 1906 | 1911 | 1921 | 1926 | 1931 | 1936 | 1946 | 1954 |
| ---- | ---- | ---- | ---- | ---- | ---- | ---- | ---- | ---- |
| 69   | 69   | 68   | 49   | 46   | 42   | 46   | 53   | 59   |

| 1962 | 1968 | 1975 | 1982 | 1990 | 1999 | 2005 | 2006 | 2010 |
| ---- | ---- | ---- | ---- | ---- | ---- | ---- | ---- | ---- |
| 63   | 72   | 145  | 179  | 195  | 203  | 198  | 198  | 185  |

| 2015 | 2020 | 2022 | - | - | - | - | - | - |
| ---- | ---- | ---- | - | - | - | - | - | - |
| 175  | 180  | 197  | - | - | - | - | - | - |

## Culture locale et patrimoine

### Lieux et monuments
- La mairie[pourquoi ?]
- L'église, placée sous le vocable de saint Aubin, a été bâtie en 1861, à l'initiative de l’abbé de Bouchon, curé de Sacquenville, à proximité, assure-t-on, de l'emplacement de l'ancienne église qui avait été démolie après son aliénation en 1811[23]. C'est une construction de briques et de silex, de style néogothique, qui renferme cependant un mobilier qui, lui, est en partie antérieur.